# Оскар Бобб
О́скар Бобб (норв. Oscar Bobb; нар. 12 липня 2003, Осло) — норвезький футболіст, вінгер англійського клубу «Манчестер Сіті» та збірної Норвегії.

## Клубна кар'єра
Виступав за молодіжні академії норвезьких клубів «Люн» і «Волеренга».

### «Манчестер Сіті»
В липні 2019 року приєднався до футбольної академії «Манчестер Сіті». Двічі виграв чемпіонат Прем'єр-ліги 2 в складі юнацької команди «Манчестер Сіті» (до 18 років). За підсумками сезону 2022–23 був визнаний гравцем року академії «Манчестер Сіті».
В липні 2023 року головний тренер «Манчестер Сіті» Пеп Гвардіола включив гравця до складу першої команди на передсезонний турнір в Азії. З початком сезону 2023–24 був переведений до першої команди «Манчестер Сіті». 16 серпня був в заявці «Манчестер Сіті» на матч за Суперкубок УЄФА проти «Севільї», однак на поле не виходив. 2 вересня 2023 року дебютував в основному складі «Манчестер Сіті», вийшовши на заміну Філу Фодену в матчі Прем'єр-ліги проти «Фулгема». 19 вересня дебютуав в єврокубкав, замінивши Фодена в матчі групового етапу Ліги чемпіонів УЄФА проти «Црвени Звезди».
13 грудня в матчі Ліги чемпіонів проти сербської «Црвени Звезди» забив свій перший гол за «Манчестер Сіті» Цей м'яч був номінований на звання кращого голу тижня в Лізі чемпіонів. 21 грудня зіграв у фіналі клубного чемпіонату світу, в якому «Манчестер Сіті» переміг «Флуміненсе», і здобув першу в своїй кар'єрі медаль переможця Клубного чемпіонату світу. 13 січня 2024 року забив свій перший гол в Прем'єр-лізі, який став переможним в матчі проти «Ньюкасл Юнайтед». Він став наймолодшим (20 років і 185 днів) автором переможного голу за «Манчестер Сіті», що відзначався на 90-й хвилині матчу, з часів голу Габріела Жезуса проти «Суонсі Сіті» в лютому 2017 року (19 років і 308 днів). Також цей м'яч здобув звання найкращого голу місяця Прем'єр-ліги (за січень 2024 року).
26 лютого 2024 року продовжив контракт з «Манчестер Сіті» до літа 2029 року. Всього у дебютному сезоні забив 2 голи в 26 матчах за «Манчестер Сіті», допомігши команді виграти 4-те поспіль чемпіонство в Прем'єр-лізі.
В червні 2025 року виступав на клубному чемпіонаті світу в США.

## Кар'єра в збірній
Виступав за збірні Норвегії до 16, до 17, до 18, до 19 років і до 21 року. Влітку 2023 року брав участь у фінальній частині молодіжного чемпіонату Європи (до 21 року).
В жовтні 2023 року вперше викликаний до збірної Норвегії головним тренером Столе Сольбаккеном для участі в матчах відбіркового турніру до чемпіонату Європи 2024 проти збірних Кіпру та Іспанії. 12 жовтня дебютував за збірну Норвегії, вийшовши на заміну Улі Сульбаккену проти Кіпру. 16 листопада відзначився дебютним голом за збірну Норвегії в товариському матчі у ворота збірної Фарерських островів.

## Особисте життя
Народився в Осло, єдиний син в родині гамбійця Абду Бобба і норвежки Гуннес Турід (обоє батьків — громадяни Норвегії). Батьки розлучились, коли йому було сім років.

## Статистика виступів

### Клубна статистика
Станом на 16 серпня 2025 
| Клуб              | Сезон             | Чемпіонат         | Чемпіонат | Чемпіонат | Кубок | Кубок | Кубок ліги | Кубок ліги | Єврокубки | Єврокубки | Інші  | Інші | Всього | Всього |
| Клуб              | Сезон             | Дивізіон          | Матчі     | Голи      | Матчі | Голи  | Матчі      | Голи       | Матчі     | Голи      | Матчі | Голи | Матчі  | Голи   |
| ----------------- | ----------------- | ----------------- | --------- | --------- | ----- | ----- | ---------- | ---------- | --------- | --------- | ----- | ---- | ------ | ------ |
| Манчестер Сіті    | 2023–24           | Прем'єр-ліга      | 14        | 1         | 5     | 0     | 1          | 0          | 4         | 1         | 2     | 0    | 26     | 2      |
| Манчестер Сіті    | 2024–25           | Прем'єр-ліга      | 3         | 0         | 0     | 0     | 0          | 0          | 0         | 0         | 2     | 0    | 5      | 0      |
| Манчестер Сіті    | 2025–26           | Прем'єр-ліга      | 1         | 0         | 0     | 0     | 0          | 0          | 0         | 0         | 0     | 0    | 1      | 0      |
| Всього за кар'єру | Всього за кар'єру | Всього за кар'єру | 18        | 1         | 5     | 0     | 1          | 0          | 4         | 1         | 3     | 0    | 31     | 2      |

1. ↑  Матчі в Лізі чемпіонів УЄФА
2. ↑  Матчі в клубному чемпіонаті світу
3. ↑  1 матч в Суперкубку Англії, 1 матч на клубному чемпіонаті світу

### Міжнародна статистика
Станом на 9 червня 2025 
| Збірна            | Сезон             | Товариські | Товариські | Офіційні | Офіційні | Всього | Всього |
| Збірна            | Сезон             | Матчі      | Голи       | Матчі    | Голи     | Матчі  | Голи   |
| ----------------- | ----------------- | ---------- | ---------- | -------- | -------- | ------ | ------ |
| Норвегія          |                   |            |            |          |          |        |        |
| 2023              | 1                 | 0          | 3          | 1        | 4        | 1      |        |
| 2024              | 4                 | 1          | 0          | 0        | 4        | 1      |        |
| 2025              | 0                 | 0          | 2          | 0        | 2        | 0      |        |
| Всього за кар'єру | Всього за кар'єру | 5          | 1          | 5        | 1        | 10     | 2      |

### Матчі за збірну
Станом на 9 червня 2025 
| Матчі Оскара Бобба за збірну Норвегії | Матчі Оскара Бобба за збірну Норвегії | Матчі Оскара Бобба за збірну Норвегії | Матчі Оскара Бобба за збірну Норвегії | Матчі Оскара Бобба за збірну Норвегії | Матчі Оскара Бобба за збірну Норвегії | Матчі Оскара Бобба за збірну Норвегії | Матчі Оскара Бобба за збірну Норвегії |
| №                                     | Дата                                  | Суперник                              | Рахунок                               | Голи                                  | Картки                                | Хвилини                               | Змагання                              |
| ------------------------------------- | ------------------------------------- | ------------------------------------- | ------------------------------------- | ------------------------------------- | ------------------------------------- | ------------------------------------- | ------------------------------------- |
| 1                                     | 12 жовтня 2023                        | Кіпр                                  | 4–0                                   |                                       |                                       | 27'                                   | Відбіркові матчі ЧЄ-2024              |
| 2                                     | 15 жовтня 2023                        | Іспанія                               | 0–1                                   |                                       | 31'                                   | 59'                                   | Відбіркові матчі ЧЄ-2024              |
| 3                                     | 16 листопада 2023                     | Фарерські острови                     | 2–0                                   | 1                                     |                                       | 67'                                   | Товариський матч                      |
| 4                                     | 19 листопада 2023                     | Шотландія                             | 3–3                                   |                                       |                                       | 90'                                   | Відбіркові матчі ЧЄ-2024              |
| 5                                     | 22 березня 2024                       | Чехія                                 | 1–2                                   | 1                                     |                                       | 90'                                   | Товариський матч                      |
| 6                                     | 26 березня 2024                       | Словаччина                            | 1–1                                   |                                       |                                       | 62'                                   | Товариський матч                      |
| 7                                     | 5 червня 2024                         | Косово                                | 3–0                                   |                                       |                                       | 62'                                   | Товариський матч                      |
| 8                                     | 8 червня 2024                         | Данія                                 | 1–3                                   |                                       |                                       | 88'                                   | Товариський матч                      |
| 9                                     | 6 червня 2025                         | Італія                                | 1–0                                   |                                       |                                       | 15'                                   | Відбірокві матчі ЧС-2026              |
| 10                                    | 9 червня 2025                         | Естонія                               | 1–0                                   |                                       |                                       | 45'                                   | Відбірокві матчі ЧС-2026              |

Всього: 10 матчів / 2 голи; 5 перемог, 2 нічиї, 3 поразки.

## Досягнення
«Манчестер Сіті»
- Чемпіон Англії: 2023–24[26]
- Володар Суперкубка Англії: 2024[27]
- Переможець Клубного чемпіонату світу: 2023
- Володар Суперкубка Англії: 2024

Особисті
- Гол місяця англійської Прем'єр-ліги: січень 2024[28]